# Lund Domkirke
Lund Domkirke er Nordens største metropolitankirke. Grundlagt omkring 1100 og muliggjort ved generøse donationer fra Knud den Hellige.

## Historie
Byggeriet blev indledt i ærkebiskop Assers tid, og 1. september 1123 blev kryptens højalter indviet. I 1145 stod kirken færdig og blev indviet af ærkebiskop Eskil. Den gamle kirke er gennem tiderne blevet ændret og udvidet flere gange, og den kirke vi ser i dag, har ikke meget med den oprindelige at gøre. De eneste detaljer, der er urørt, er krypten og apsis.
I kirkens halvmørke indre har arkitekter ændret mindre. I kirkens højkor har dramatiske episoder i Danmarks historie udspillet sig. Det var ikke bare mødesal for domkapitlet, men også for konge, adel og gejstlighed. Her er Valdemar Sejr blevet kronet af ærkebiskop Anders Sunesen. Her blev ærkebiskop Jens Grand arresteret i 1294 af Erik Menveds bror Christoffer. Danmarks middelalder spejles her.
I krypten står kisten med den sidste danske biskop i Lund, Peder Winstrup. Anders Sunesen har en mere beskeden grav i kirkens tværskib. Ved hans sarkofag stilles hvert år, den 15. juni Valdemarsdag, et Dannebrogsflag. Ifølge sagnet var det ham, der greb Dannebrog i slaget ved Lyndanisse. Flaget står til midsommerdag, dagen for Anders Sunesens død i 1228. Traditionen  begyndte i 1969 – 750 år efter slaget ved Lyndanisse.
Blandt de mange indskrifter, der er mejslet i domkirkens sten, findes også en om "den store jammer, der skete ved Lund år 1525 efter Sankt Markus' dag. Der blev over 1.500 skudt til døde og slagne, det monne de skånske enker vel klage over." De klagende var enker efter skånske bønder, der under ledelse af Søren Norby, som forblev Christian 2. evigt tro, kæmpede mod en adelshær under anførsel af Frederik 1.'s holstenske general Johan Rantzau.
Palle Lauring skriver i bogen Danmark i Skåne: "Rantzaus skånske borgerkrig er den blodigste bondefejde i Danmarks historie. Her lærte de danske bønder, hvad oldenburgerne og deres tyske venner mente om bønder. Det var den tyske feudalisme, der skyllede ind over grænserne, for ikke at skylle endeligt ud igen før 1849, det var jyske, sjællandske og skånske lov, samt Danmarks Magna Carta, håndfæstningen af 1282, der blev nedsølet i blod. De danske bønders og de danske fri mænds dødssaga. Her ved Lund. Det monne de skånske enker vel klage over."

## Det astronomiske ur
Domkirkens ur med det latinske navn Horologium mirabile Lundense står ved hovedindgangen. To gange om dagen spiller det hymnen In dulci jubilo. I Europa findes kun tre lignende ure. Lund Domkirke fik sit omkring 1425. I 1837 gik det ikke så godt og blev skilt ad og sat væk. I 1923 blev det rekonstrueret, blandt andet med hjælp fra danskeren Julius Bertram-Larsen. Øverst på uret ses to riddere, der markerer timerne ved slå sværdene mod hinanden. Det astronomiske ur viser månefaserne.
To gange dagligt spiller domkirkens mindste orgel, der er inde i uret, hymnen In dulci jubilo, mens seks træfigurer - de Hellige tre konger med tjenere - passerer og bøjer hovederne for Jomfru Maria og Jesusbarnet på tronen i centrum.

## Sagnet om jætten Finn
Sagnet blev første gang nedtegnet i 1654. Skt. Laurentius opgives som bygherre, mens Jætten Finn tilbyder sin hjælp på den betingelse, at helgenen gætter jættens navn. Mislykkes det, skal han bringe jætten Solen og Månen, eller sine egne øjne.
Laurentius var rådvild om de krav; men da han lå og hvilede på en høj, hørte han jættens kone tale til sit barn inde i højen, hvor hun sagde: "Ti stille, barn - i morgen kommer Finn, din far, hjem og giver dig sol og måne at lege med!" Sankt Laurentius skyndte sig tilbage til kirken og hilste jætten ved navn. Finn blev så rasende over, at bygherren havde fundet ud af hans navn, at han ville vælte søjlen. I stedet blev han forvandlet til sten, og kan stadig ses i omfavnelse med søjlen.
"Finn-sagn" - også kendt som "kirkebygger-sagn"  - er spredt over hele Norden, og professor Carl Wilhelm von Sydow  mente, at Finn-sagnet var vandret fra det sydlige Norge via Danmark til Skåne, sådan at sagnet om Lund Domkirke ikke er meget yngre end kirken selv. Lignende sagn fortælles om kirken i Kalundborg  og om Heddal stavkirke i Norge.

## I litteratur
- Lund Domkirke danner rammen for en scene i kriminalromanen Men mor kom ikke af Birgitte Bidgau-Davidsen, hvor vicepolitikommisær Karsten Bruun møder krigsveteranen Finn Søndergård.

## Eksterne links
- Wikimedia Commons har flere filer relateret til Lund Domkirke
- Domkirkens hjemmeside Arkiveret 26. september 2015 hos  Wayback Machine (svensk)

55°42′15″N 13°11′35″Ø / 55.70417°N 13.19306°Ø